# Tervel Peak
Der Tervel Peak (bulgarisch връх Тервел wrach Terwel) ist ein 810 m hoher Berg mit drei Gipfeln auf der Livingston-Insel im Archipel der Südlichen Shetlandinseln. Im Friesland Ridge der Tangra Mountains ragt er 1,2 km westlich des St. Methodius Peak, 1,57 km ostnordöstlich des MacKay Peak und 5,75 km nordöstlich des Barnard Point auf.
Bulgarische Wissenschaftler nahmen von 1995 bis 1996 Vermessungen vor. Die bulgarische Kommission für Antarktische Geographische Namen benannte den Berg 2002 nach Terwel, zweiter Herrscher des Ersten Bulgarischen Reiches im 8. Jahrhundert.